# Léon de Bercy
Pour les articles homonymes, voir Bercy.
Léon Auguste Albert Drouin de Bercy dit Léon de Bercy, né le 10 décembre 1857 à Belleville (aujourd'hui Paris) et mort le 31 juillet 1915 dans le 18e arrondissement de Paris, est un chansonnier français.

## Biographie
Également connu sous les noms de Léon Hiks, Bibi-Chopin ou Blédort, il fut membre du club des Hydropathes, il est l'auteur de l'ouvrage de référence Montmartre et ses chansons : Poètes et Chansonniers (1902). Il a également collaboré avec Aristide Bruant à L'Argot au XXe siècle. Dictionnaire français-argot.

## Chansons ou monologues
- Le Milliard congréganiste (1910), chansonnette satirique, paroles de Léon de Bercy et V. Tarault, éd. Georges Ondet (cotage GO4396bis)[6]
- Ne jurez pas aux femmes (c. 1895), chansonnette, paroles de Briollet et Hiks, musique de Tiska et Del, Répertoire libre[7]. Enregistrée sous le titre Illusions fichues ou Ne jurez pas aux femmes, Odéon 238385 (non daté)[8]
- Série Les Refrains de la Butte (1904) sous le pseudonyme de Léon Drouin de Bercy, éd. Plessis :
  - Une drôle de maison[9],
  - Le Brave Général Oku, fantaisie rosso-japonaise[10]
  - La Cravate à Jean[11]
  - Le Petit Frère à Ferdinand[12]
  - La Vaseline[13]

## Autres œuvres
- Lettres argotiques de Bibi Chopin (dans La Lanterne de Bruant, 1897-1899), de Léon de Bercy (édition commentée et annotée par Denis Delaplace, Classiques Garnier, Paris, 2020).
- Aristide Bruant, L'argot au XXe siecle : Dictionnaire français-argot, Paris, E. Flammarion, 1905, 2e éd. (1re éd. 1901), 468 p. (disponible sur Internet Archive). L'édition de 1905 ne fait qu'ajouter un petit supplément final de dix pages à celle de 1901. Une version argot-français de ce dictionnaire a été publiée par Denis Delaplace aux éditions Classiques Garnier en 2009 ; elle rétablit le nom de Léon de Bercy comme coauteur, alors que Bruant avait publié le livre sous sa seule signature, sans reconnaître la part considérable apportée par son collaborateur.
- Léon de Bercy, Montmartre et ses chansons : Poètes et Chansonniers, orné de 5 portraits-charges de Charles Léandre, éd. H. Daragon, Paris, 1902 (disponible sur Gallica)

## Sources
- Émile Goudeau, Dix ans de bohème, Henry du Parc, Paris, 1888 - Rééd. sous la direction de Michel Golfier et Jean-Didier Wagneur (avec la collab. de Patrick Ramseyer), Champvallon, 2000, 573 p.
- Denis Delaplace, Bruant et l'argotographie française, Paris, Honoré Champion, coll. « Lexica » (no 13), 2004, 305 p. , 23 cm  (ISBN 2-7453-1016-X),  (ISSN 1279-8207), (BNF 39145351). Voir aussi, du même chercheur, l'introduction des Lettres argotiques de Bibi Chopin parues en 2020 chez Classiques Garnier.